# Michele Cardona
Michele Cardona (Napoli, 15 agosto 1833 – Roma, 16 marzo 1909) è stato un magistrato e politico italiano.
Consigliere della Corte d'appello di Catanzaro (20 settembre 1871)
Consigliere della Corte d'appello di Messina (10 novembre 1872)
Consigliere della Corte d'appello di Palermo (6 febbraio 1876)
Consigliere della Corte d'appello di Roma (2 novembre 1879)
Consigliere della Corte di cassazione (4 aprile 1886)
Primo presidente della Corte d'appello di Roma (16 agosto 1900-12 agosto 1908)
Nominato senatore il 14 giugno 1900 in quanto Magistrato di Cassazione dopo cinque anni di funzioni.

## Onorificenze
- Grande Ufficiale dell'Ordine dei SS. Maurizio e Lazzaro, 7 marzo 1907
- Commendatore dell'Ordine dei SS. Maurizio e Lazzaro, 19 gennaio 1902
- Ufficiale dell'Ordine dei SS. Maurizio e Lazzaro, 15 gennaio 1893
- Cavaliere dell'Ordine dei SS. Maurizio e Lazzaro, 7 giugno 1877

- Commendatore dell'Ordine della Corona d'Italia, 10 giugno 1880
- Ufficiale dell'Ordine della Corona d'Italia, 1º settembre 1878
- Cavaliere dell'Ordine della Corona d'Italia, 3 aprile 1870